# 岭南山茉莉
岭南山茉莉（学名：Huodendron biaristatum var. parviflorum）为安息香科山茉莉属下的一个变种。

## 扩展阅读
- 維基物種上的相關：岭南山茉莉